# 象引
『象引』（ぞうひき）とは、 歌舞伎十八番のひとつ。

## 解説

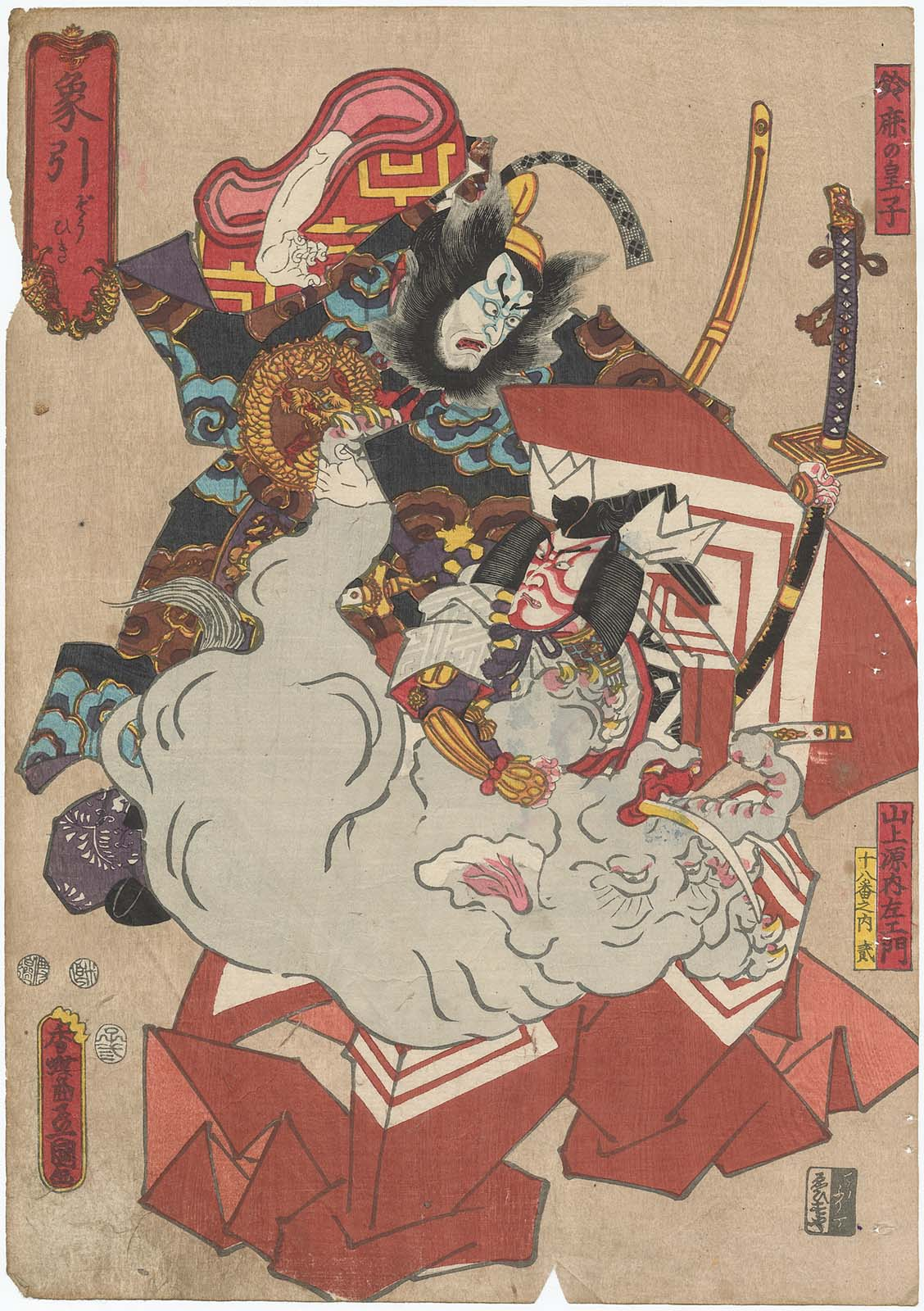
象引 （三代目歌川豊国画）

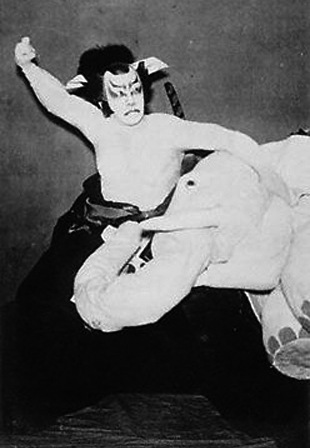
『象引』 市川三升の山上源内左衛門。昭和8年10月、歌舞伎座。

叛臣蘇我入鹿が連れてきた象を、藤原鎌足の家来山上源内左衛門が入鹿と引きあうという粗筋。蘇我入鹿と山上源内左衛門の設定が、大臣大伴褐麿と箕田源二猛になる場合がある。
象はほんらい日本にはいない動物であるが、古くは普賢菩薩の乗り物とされ、また応永の頃から生きている象が来日するようになり、物珍しさにしばしば評判となった。江戸時代には浄瑠璃や歌舞伎の舞台でも象について何度か取り上げられているが、それに「物を引き合う」という歌舞伎の荒事芸を取り入れたものである。
この『象引』は江戸時代の上演例が確認されておらず（後述）、近代になってから大正2年(1913年)に二代目市川左團次の大伴褐麿、二代目市川段四郎の箕田源二猛（脚本は平木白星）で上演されて以降、舞台に取り上げられている。昭和8年(1933年)に市川三升（山崎紫紅脚本）、昭和33年(1958年)に前進座（平田兼三郎脚本）、昭和57年(1982年)には二代目尾上松緑（利倉幸一脚本）が国立劇場で上演した。その後松緑版は五代目中村富十郎などが演じたが、十二代目市川團十郎も平成21年（2009年）に国立劇場で『象引』を演じている。

## 『象引』の初演について
この『象引』の初演は、一般には元禄14年 (1701年)、江戸中村座で初代市川團十郎が『傾城王昭君』（けいせいおうしょうくん）の中の一幕として上演したとされているが、これについて服部幸雄より疑義が出されている。以下服部幸雄の主張をおおまかにまとめると次のようになる。
- 『傾城王昭君』については絵入りの狂言本（芝居のあらすじを記した本）が残されており、そのなかで初代山中平九郎の蘇我入鹿と初代團十郎の山上源内左衛門が対決する場面に確かに象は出てくるが、象を引きあうという記述は無いどころか源内左衛門が象と争うということすら無く、かわりに源内左衛門の妻が暴れる象を手なづけたとある。
- 文化9年（1812年）のころ、芝神明前にあった地本問屋の江見屋が「象引」の木版画を出しているが、これは江見屋が古くから伝えていたものを新たに摸刻したものだという。この絵の上のほうに立川焉馬による考証と七代目市川團十郎の俳句が記されており、焉馬の考証によるとこの絵に描かれているのは元禄14年の『傾城王昭君』、初代團十郎の山上源内左衛門と山中平九郎の「鈴鹿の皇子」が象を引きあう場面としている。しかし上でも触れたように『傾城王昭君』にはそのような場面は無く、また山中平九郎が演じたのは蘇我入鹿であって「鈴鹿の皇子」ではない。焉馬はじつはこの『傾城王昭君』の内容については調べていた形跡があるが、なぜこのような考証に至ったのかは不明である。
- 結局『象引』の初演が元禄14年の『傾城王昭君』であるというのは、上記焉馬の考証が入った江見屋の覆刻絵によるところが唯一であり、ほかに確かな記録は無い。またその他の上演や再演の記録についても確かなものを見出すことができない。すなわち初演の事も含め『象引』について「拠るべき資料」は、この江見屋の絵一点だけである。ただし「物を引き合う」という荒事芸は『草摺引』などを見るように古くからあり、その「物を引き合う」荒事のひとつとして『象引』は歌舞伎十八番に選ばれたのだという。そして正確な年代は不明であるが「象を引き合う」という芝居が古い時代に上演されたことは「おそらく事実」であるとする。